# Едерлези
„Едерлези“ (по наименованието на цигански език на празника Хъдърлез) е популярна народна песен на циганите на Балканите. Гергьовден се нарича Едерлези главно от циганите-мюсюлмани.
Песента е издавана многократно в различни версии от различни музиканти. Последователността на куплетите варира в различните версии. Вариантът на Горан Брегович влиза в саундтрака на филма на Емир Костурица „Циганско време“.

## Текст
| Same amala oro khelena. Oro khelena, dive kerena. Sa o Roma daie. Sa o Roma babo babo. Sa o Roma o daie. Sa o Roma babo babo. Ederlezi, Ederlezi. Sa o Roma daie. Sa o Roma ama rodive. Ama rodive, ederlezi. same amala oro kelena. oro kelena dive kerena. Amaro dive, Ederlezi. Sa o Roma babo, E bakren chinen. A me choro, dural beshava. A a daie, amaro dive. Amaro dive ederlezi. Edivado babo, amenge bakro. Sa o Roma, babo. E bakren chinen. | Всички приятели хоро играят. Хоро играят, празник празнуват. Всички роми, мамо. Всички роми, татко, татко. Всички роми, мамо. Всички роми, татко, татко. Едерлези, Едерлези. Всички роми, мамо. Всички роми приятели търсят. Приятели търсят, Едерлези. Всички приятели хоро играят. Хоро играят, празник празнуват. Нашият празник, Едерлези. Всички роми, татко, агнета колят. A аз, бедният, отстрани сядам. А, мамо, нашият празник, нашият празник, Едерлези, да ми даде, татко, и на мен агне. Всички роми, татко, агнетата (ще) (за)колят. |